# Bosnisch-herzegowinische Eishockeyliga 2010/11
Die Saison 2010/11 war die dritte Spielzeit der bosnisch-herzegowinischen Eishockeyliga, der höchsten bosnisch-herzegowinischen Eishockeyspielklasse. Meister wurde zum insgesamt zweiten Mal in der Vereinsgeschichte der HK Bosna aus Sarajevo.

## Modus
Die vier teilnehmenden Mannschaften spielten fünf Durchgänge gegen die Konkurrenten. Die beiden Bestplatzierten spielten in einer Best-of-three-Serie um den Titel.
Die Saison wurde zunächst mit drei Mannschaften begonnen. Nachdem diese untereinander eine Runde gespielt hatten, kam die neue Mannschaft des HK Ilidža 2010 hinzu.
Nach dem Ende der Hauptsaison und vor den Play-offs wurde der nationale Jaroslav Jandourek Cup ausgespielt.
In der Hauptrunde absolvierte jede der vier Mannschaften insgesamt 15 Spiele. Ein Spiel hatte eine reine Spielzeit von 45 Minuten. Die beiden Erstplatzierten der Hauptrunde qualifizierten sich für das Meisterschaftsfinale. Für einen Sieg nach der regulären Spielzeit erhielt jede Mannschaft drei Punkte, für einen Sieg nach Verlängerung zwei Punkte, bei einer Niederlage nach Verlängerung gab es einen Punkt und bei einer Niederlage nach regulärer Spielzeit null Punkte.

## Hauptrunde
| Pl. | Klub                  | Sp | S | OTS | OTN | N  | Tore  | Punkte |
| --- | --------------------- | -- | - | --- | --- | -- | ----- | ------ |
| 1.  | HK Bosna              | 15 | 8 | 2   | 0   | 5  | 39:39 | 28     |
| 2.  | HK Alfa Novo Sarajevo | 15 | 7 | 2   | 1   | 5  | 51:51 | 26     |
| 3.  | HK Stari Grad         | 15 | 7 | 0   | 2   | 6  | 42:39 | 23     |
| 4.  | HK Ilidža 2010        | 15 | 4 | 0   | 1   | 10 | 41:45 | 13     |

Sp = Spiele, S = Siege, U = Unentschieden, N = Niederlagen

## Finale
| Begegnungen | Begegnungen | Begegnungen           | Serie | 1                              | 2                   | 3 |
| ----------- | ----------- | --------------------- | ----- | ------------------------------ | ------------------- | - |
| HK Bosna    | -           | HK Alfa Novo Sarajevo | 2:0   | 4:3 n. V. (3:1, 0:0, 0:2, 1:0) | 5:2 (2:1, 2:0, 1:1) | – |